# کارلوس ورموت
کارلوس ورموت (انگلیسی: Carlos Vermut؛ زادهٔ ۱۹۸۰) کارگردان فیلم، فیلم‌نامه‌نویس و تهیه‌کننده فیلم اهل اسپانیا است.
از فیلم‌هایی که وی در آن‌ها نقش داشته‌است، می‌توان به آنکه برایت خواهد خواند و دختر جادویی اشاره نمود.
وی همچنین برندهٔ جوایزی همچون صدف طلایی شده‌است.